# Ванни, Эванджелиста Латино Энрико
Эванджелиста Латино Энрико Ванни (итал. Evangelista Latino Enrico Vanni OFMCap, 28 декабря 1878 года, Италия — 9 мая 1962 года) — католический прелат, епископ, викарий апостольского викариата Аравии с 15 апреля 1916 года по январь 1927 год, архиепископ Агры с 21 августа 1937 года по 21 ноября 1955 год, член монашеского ордена капуцинов.

## Биография
21 июня 1901 года Эванджелиста Латино Энрико Ванни был рукоположён в священника в монашеском ордене капуцинов.
15 апреля 1916 года Римский папа Бенедикт XV назначил Эванджелисту Латино Энрико Ванни титулярным епископом Тенедуса и викарием апостольского викариата Аравии. 21 сентября 1916 года состоялось рукоположение Эванджелисты Латино Энрико Ванни в епископа, которое совершил архиепископ Агры Карло Джузеппе Джентили в сослужении с титулярным епископом Цириума и вспомогательным епископом Аллахабада Джузеппе Анджело Поли и епископом Аджмера Фортунатом-Анри Комоном. В январе 1927 года Эванджелиста Латино Энрико Ванни подал в отставку.
21 августа 1937 года Римский папа Пий XI назначил Эванджелисту Латино Энрико Ванни архиепископом Агры. 21 ноября 1955 года подал в отставку и в этот же день Святой Престол назначил его титулярным епископом Бизии.
Скончался 9 мая 1962 года.